# Noticias a La Hora en La Red
Noticias a la Hora era un informativo televisivo chileno emitido por el canal La Red entre el 17 de marzo de 1997 y el 15 de mayo de 1998. El informativo tenía como presentadores a periodistas del Pool de Prensa del diario La Tercera, y constaba en boletines informativos, que se emitían de lunes a viernes (excepto festivos), de cinco minutos emitidos entre las 12:00 y las 0:00.
Noticias a la Hora finalizó en marzo de 1998 debido a la reapertura del Departamento de Prensa de La Red. Posterior a dicha fecha, La Red vuelve a poseer un informativo propio, Hechos, el cual debuta el 17 de mayo de 1998. 